# Petrus Nigidius

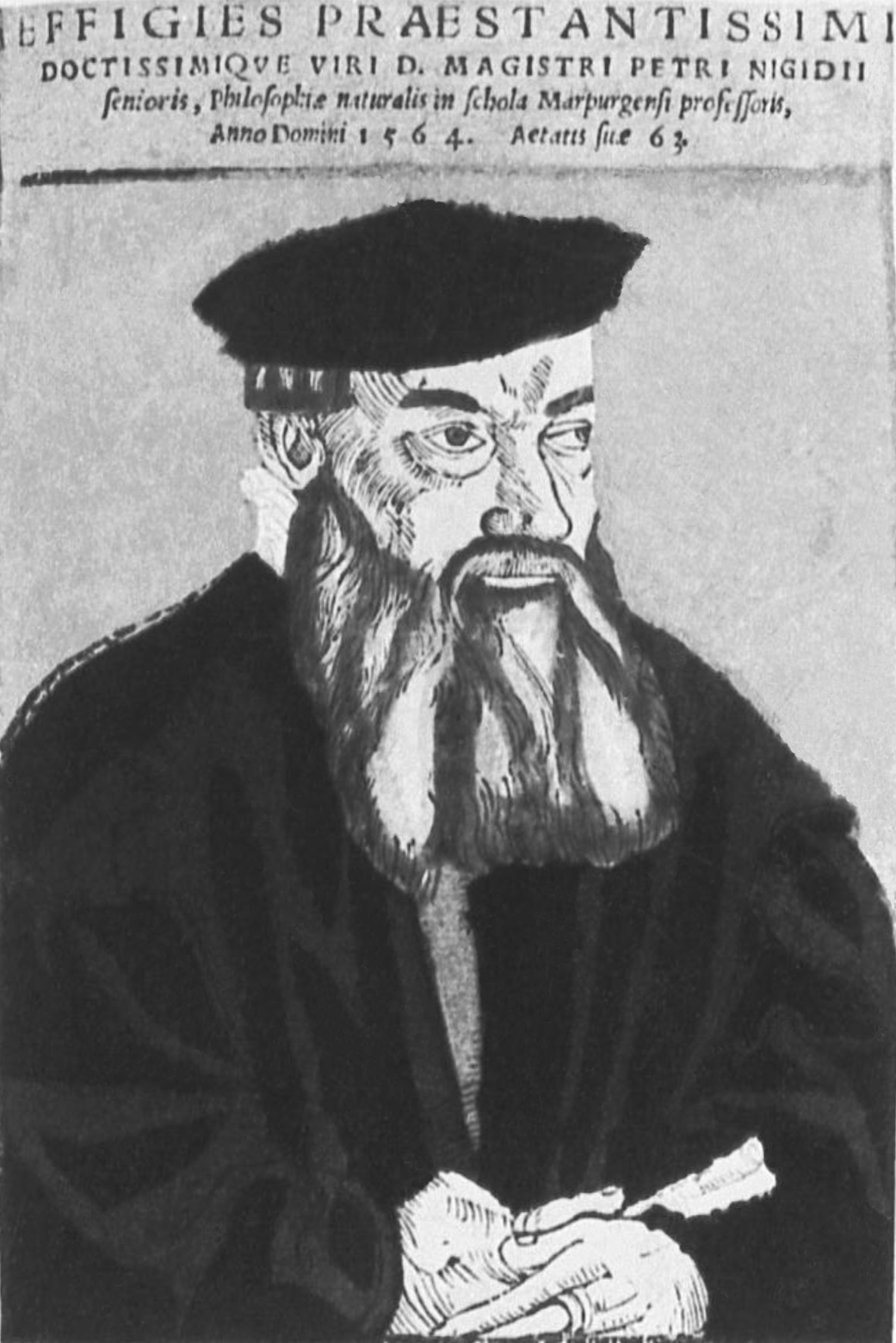
Petrus Nigidius der Ältere

Petrus Nigidius (* 22. Februar 1501 in Allendorf; † 29. Dezember 1583 in Marburg) war deutscher Pädagoge, Historiker und Physiker.

## Leben
Nigidius wurde als Sohn des Schöffen und Ratsherrn in Allendorf Henrich Neige geboren. Nach dem Besuch der Schulen in Homberg und Nordhausen, bezog er im Alter von siebzehn Jahren die Universität Erfurt, wo er sich 1520 das Baccalaurat der philosophischen Wissenschaften erwarb. Bereits 1521 findet man ihn als Rektor in Eschwege, im Folgejahr zog er nach Allendorf und 1523 Rektor in Göttingen. 1526 zog er an die Universität Wittenberg, wo er Studien bei Martin Luther, Philipp Melanchthon, Justus Jonas der Ältere und Johannes Bugenhagen absolvierte.
Im Folgejahr kehrte er wieder als Rektor nach Allendorf zurück, wurde 1532 erster Lehrer am Pädagogium Marburg und erwarb sich 1533 den philosophischen Magistergrad an der zugehörigen Universität. Nach einer vorübergehenden Beschäftigung (ab 1539) als Lehrer an der Stadtschule Kassel kehrte er 1549 nach Marburg zurück und wurde hier abermals Rektor des Pädagogiums. Am 6. Oktober 1560 trat Nigidius an der Philosophischen Fakultät seine Antrittsvorlesung als Professor für Geschichte an. Eine Professur für Physik lehnte er 1563 zunächst ab, nahm diese dann aber 1565 an. Kurz vor seiner Emeritierung zum 16. Juli 1575 betätigte sich Nigidius als Ephorus der Marburger Stipendienanstalt.
Aus seiner am 5. November 1525 in Allendorf geschlossenen Ehe mit Eulalia Gillen, der Tochter des Allendorfer Bürgers Gregor Gillen, stammen 13 Kinder, wovon sein Sohn Petrus ebenfalls Bedeutung erlangte.